# Herczeg Viktor
Herczeg Viktor (? – ?, 1849.) közíró, költő, honvéd.

## Élete
Tagja volt az 1848-as forradalom szélsőbaloldali szervezetének, az Egyenlőségi Társulatnak. Radikális és antiklerikális szellemben írt cikkeit a Március Tizenötödike és a Népelem című lapok közölték. Saját költségén adta ki 1848 júniusában a Forradalmi Kátéját. 1849-ben ismeretlen helyen esett el, mint honvéd.

## Munkái
- Vers és próza. Pozsony, 1846.
- Népdalok. Pozsony, 1846.
- Forradalmi káté. Pozsony, 1848.